# アーサー・ヴァンデンバーグ
アーサー・ヘンドリック・ヴァンデンバーグ（英語: Arthur Hendrick Vandenberg, 1884年3月22日 - 1951年4月18日）は、アメリカ合衆国の政治家、連邦上院議員（ミシガン州選出、1929年-1951年）、上院外交委員長（1947年-1949年）、上院仮議長（1947年-1949年）。所属政党は共和党。

## 初期の経歴
ミシガン州グランドラピッズで生まれ育つ。アナーバーのミシガン大学で法学を学び、卒業後グランドラピッズに帰郷、1906年から1928年までグランドラピッズの地元紙、グランドラピッズ・ヘラルド社に勤める。同社で記者、編集者を歴任し、最終的には同社社長、発行者となる。
地元のマスコミ界で地歩を固めたヴァンデンバーグは、1928年、ウッドブリッジ・フェリス上院議員の死に伴い、同氏の後を受け上院議員に任命された。同年の上院議員選挙で当選を果たし、以後4回連続当選を果たした。

## 上院議員時代前期
ヴァンデンバーグは上院外交委員会で主に活躍し、共和党内でも頭角を現す。当時の中西部出身の議員の大半と同じく、ヴァンデンバーグは孤立主義者であり、やがて民主党のジェラルド・ナイ上院議員と共に議会の孤立主義者グループの指導者と看做されるようになる。
1940年の大統領選挙では、党内の孤立主義者の代表格として共和党の指名を獲得することを目指し、ローズヴェルト政権のヨーロッパ政策を孤立主義の観点から批判した。しかし、ウェンデル・ウィルキーが共和党の候補者に選ばれ、ヴァンデンバーグの野心は実現しなかった。
その後も孤立主義者の立場から、アメリカが第二次世界大戦に参戦することに反対し続けた。

## 上院議員時代後期
1941年12月7日（米国時間、日本時間では12月8日）、真珠湾攻撃の一報がもたらされると、ヴァンデンバーグは大いに衝撃を受けた。彼は日記に孤立主義はこの日をもって終焉したと書いた。真珠湾攻撃を機に、ヴァンデンバーグは孤立主義者から、政権の外交・安全保障政策を支持する国際主義者へ転じた。
戦後秩序の構想にも熱心であり、1945年には国際連合設立のために開かれたサンフランシスコ会議に出席した。その後も上院を代表して、数多くの国際会議に出席した。1946年には国連総会に出席、連合国（米、英、仏、ソ）外相会議にもアドヴァイザーとして出席した。1947年にはリオ・デ・ジャネイロで開かれたパン・アメリカ会議に出席し、米州相互援助条約の締結に大きな役割を果たした。
冷戦が始まると、トルーマン政権の冷戦政策:トルーマン・ドクトリン、マーシャル・プラン、北大西洋条約機構（NATO）に賛成し、議会でのコンセンサス形成の立役者となった。ヴァンデンバーグは冷戦初期のいわゆる超党派外交の共和党側の指導者であり、共和党が1946年の中間選挙に勝利し、上院で多数党となると上院外交委員長に就任した。マーシャル国務長官辞任後の国務長官候補に擬されたこともあった。

## 死去
1951年、ヴァンデンバーグは上院議員に在任のまま死去した。
2004年9月14日、ヴァンデンバーグは上院史上に残る偉大な上院議員として選ばれ、ロバート・ワグナー上院議員のものと共に肖像画が上院のレセプションに飾られた。これにより1959年に選ばれたフェイマス・ファイブと呼ばれる5人の偉大な上院議員、ヘンリー・クレイ、ダニエル・ウェブスター、ジョン・カルフーン、ロバート・ラフォレットそれにロバート・タフトと同じ待遇を与えられたことになる。